# Vinicius Junior
Vinícius José Paixão de Oliveira Júnior (n. 12 iulie 2000, São Gonçalo, Rio de Janeiro, Brazilia), cunoscut ca Vinícius Júnior sau Vinícius Jr, este un fotbalist profesionist brazilian.  Evoluează pe postul de atacant la clubul spaniol Real Madrid și la echipa națională de fotbal a Braziliei.

## Cariera de club

### Flamengo Rio de Janeiro
Vinícius a debutat pentru Flamengo Rio de Janeiro pe 13 mai 2017 ca înlocuitor în minutul 82 într-o remiză 1-1 împotriva celor de la Atlético Mineiro. Două zile mai târziu și-a prelungit contractul cu clubul din 2019 până în 2022, cu o creștere semnificativă a salariului și cu o clauză de cumpărare de la 30 de milioane la 45 de milioane de euro. Această reînnoire a contractului a fost raportată ca făcând parte din procesul de transfer al lui Vinícius la Real Madrid, un acord încheiat între cele două cluburi din Gávea în acea săptămână, cu obligația de a vinde tânărul jucător în iulie 2018. 
La 10 august 2017, Vinícius a marcat primul gol profesionist al carierei sale într-un meci de la Copa Sudamericana, al doilea meci din etapa a 2-a împotriva lui Palestino, într-o victorie de 5-0 pentru Flamengo. A marcat un gol, după 30 de secunde după ce a fost înlocuit în minutul 72. La 19 august 2017, Vinícius a marcat primele sale goluri in Série A pentru Flamengo, într-o victorie de 2-0 împotriva lui Atlético Goianiense.

### Real Madrid
La 23 mai 2017, clubul spaniol Real Madrid a semnat un contract de achiziție a lui Vinícius, efectiv după împlinirea vârstei de 18 ani, la data de 12 iulie 2018 (18 ani este vârsta minimă pentru transferul internațional). El a fost transferat pentru aproximativ 46 milioane de euro.
La 20 iulie 2018, Vinícius a fost prezentat oficial ca jucător al clubului Real Madrid. Și-a făcut debutul pe 29 septembrie, intrând ca înlocuitor în minutul 87 într-o remiză fără goluri împotriva lui Atlético Madrid. Vinícius a făcut parte din primul unsprezece pentru prima dată pe 31 octombrie într-o victorie cu 4-0 în Copa del Rey în deplasare împotriva lui Melilla, contribuind cu pase decisive atât pentru Marco Asensio, cât și pentru Álvaro Odriozola, în ceea ce ziarul sportiv Marca l-a recunoscut ca fiind omul meciului. A marcat primul său gol pe 3 noiembrie, la 10 minute după ce a intrat ca înlocuitor într-o victorie cu 2-0 împotriva lui Real Valladolid. A marcat patru goluri între debutul său din 29 septembrie și 7 februarie 2019. Pe 6 martie, și-a rupt un ligament în timpul unei înfrângeri cu Ajax, care i-a încheiat sezonul.
Pe 11 decembrie 2019, a marcat primul său gol în UEFA Champions League într-o victorie cu 3-1 în deplasare împotriva lui Club Brugge în sezonul 2019-20. La 1 martie 2020, a marcat primul gol într-o victorie cu 2-0 pentru Real în El Clásico împotriva Barcelonei. A făcut 29 de apariții în campionat, în timp ce a marcat trei goluri, deoarece Real Madrid a câștigat La Liga 2019-2020.
Pe 6 aprilie 2021, Vinícius a marcat două goluri într-o victorie cu 3-1 împotriva lui Liverpool în prima manșă a sferturilor de finală a Ligii Campionilor UEFA 2020-21. Real Madrid a avansat în semifinale unde a pierdut în fața eventualei campioane Chelsea.
Vinícius a început sezonul 2021–22 marcând al patrulea gol al lui Real Madrid într-o victorie cu 4–1 în deplasare împotriva lui Alavés în prima etapă a sezonului din La Liga. Pe 22 august, a reușit o dublă într-o remiză 3–3 împotriva lui Levante intrând de pe banca de rezerve, ceea ce ia adus un loc în prima echipă, în fața lui Eden Hazard. Pe 30 octombrie, a marcat de două ori, în timp ce Real Madrid a câștigat cu 2-1 la Elche pentru a ajunge în fruntea clasamentului din La Liga. Golurile au fost al șaselea și al șaptelea din acel sezon și al optulea și al nouălea în general, depășind cifra totală de șase goluri în toate competițiile reușită în sezonul 2020-21 în doar 14 meciuri. Pe 12 mai 2022, a marcat primul său hat-trick pentru Real Madrid într-o victorie cu 6-0 în fața lui Levante.
Pe 28 mai, a marcat singurul gol într-o victorie cu 1-0 împotriva lui Liverpool în finala Ligii Campionilor, pentru a câștiga al 14-lea titlu al Madridului de UEFA Champions League. Vinícius a încheiat sezonul 2021-22 ca al doilea cel mai bun marcator al lui Real Madrid, cu 22 de goluri în toate competițiile, doar în spatele partenerului său de atac Karim Benzema. Pentru performanțele sale, Vinícius a fost numit jucătorul tânăr al sezonului în Liga Campionilor și inclus în echipa sezonului a Ligii Campionilor 2021-22.

## Cariera internațională
La 30 octombrie 2015, Vinicius Júnior a fost chemat să evolueze pentru Brazilia de către antrenorul Guilherme Dalla Déa pentru campionatul sub 15 în America de Sud. Vinícius și Brazilia au câștigat titlul de sub 15 ani, iar Vinicius a fost cel de-al doilea marcator al turneului cu 6 goluri.
La 24 iunie 2016, Vinícius a fost chemat pentru un amical împotriva naționalei Chile, înscriind două goluri și  oferind două assist-uri în victoria cu scorul de 4-2
În martie 2017, Vinícius a debutat în campionatul de juniori sub 17 ani pentru Brazilia cu un gol într-o victorie de 3-0 asupra Peru. În etapa finală, a marcat două goluri într-o victorie cu 3-0 împotriva Ecuadorului și două goluri într-o victorie cu 3-0 împotriva Columbiei, asigurând locul Braziliei la Cupa Mondială FIFA U17 din 2017 din India.
După ce a condus Brazilia să câștige Campionatul de Sud-Americani U17, Vinícius Júnior a fost numit cel mai bun jucător al turneului fiind golgheterul acestuia cu 7 goluri.

## Stilul de joc
La scurt timp după sosirea la Real, în iulie 2018, jurnalistul Dermot Corrigan l-a descris pe Vinícius drept "un zimbru la stânga sau un al doilea atacant"
Acesta dă dovadă de niște abilități ieșite din comun, tipice unui brazilian autentic.
Nu de puține ori acesta a surprins lumea cu abilitatea lui de a câștiga duelurile 1 VS 1, dar și prin controlul pe care îl deține asupra mingii.

## Statisticile carierei

### Club
La meciul jucat pe 11 mai 2025.
| Club                 | Sezon         | Campionat          | Campionat | Campionat | Cupă    | Cupă   | Continental | Continental | Altele  | Altele | Total   | Total  |
| Club                 | Sezon         | Divizie            | Meciuri   | Goluri    | Meciuri | Goluri | Meciuri     | Goluri      | Meciuri | Goluri | Meciuri | Goluri |
| -------------------- | ------------- | ------------------ | --------- | --------- | ------- | ------ | ----------- | ----------- | ------- | ------ | ------- | ------ |
| Flamengo             | 2017          | Série A            | 25        | 3         | 4       | 0      | 7           | 1           | 1       | 0      | 37      | 4      |
| Flamengo             | 2018          | Série A            | 12        | 4         | 2       | 0      | 5           | 2           | 13      | 4      | 32      | 10     |
| Total                | Total         | Total              | 37        | 7         | 6       | 0      | 12          | 3           | 14      | 4      | 69      | 14     |
| Real Madrid Castilla | 2018–19       | Segunda División B | 3         | 3         | —       | —      | —           | —           | —       | —      | 3       | 3      |
| Real Madrid          | 2018–19       | La Liga            | 18        | 2         | 8       | 2      | 4           | 0           | 1       | 0      | 31      | 4      |
| Real Madrid          | 2019–20       | La Liga            | 29        | 3         | 3       | 1      | 5           | 1           | 1       | 0      | 38      | 5      |
| Real Madrid          | 2020–21       | La Liga            | 35        | 3         | 1       | 0      | 12          | 3           | 1       | 0      | 49      | 6      |
| Real Madrid          | 2021–22       | La Liga            | 35        | 17        | 2       | 0      | 13          | 4           | 2       | 1      | 52      | 22     |
| Real Madrid          | 2022–23       | La Liga            | 33        | 10        | 5       | 3      | 12          | 7           | 5       | 3      | 55      | 23     |
| Real Madrid          | 2023–24       | La Liga            | 26        | 15        | 1       | 0      | 10          | 6           | 2       | 3      | 39      | 24     |
| Real Madrid          | 2024–25       | La Liga            | 29        | 11        | 6       | 1      | 12          | 8           | 4       | 1      | 51      | 21     |
| Real Madrid          | Total         | Total              | 205       | 61        | 26      | 7      | 68          | 29          | 16      | 8      | 315     | 105    |
| Total carieră        | Total carieră | Total carieră      | 247       | 72        | 32      | 7      | 79          | 32          | 30      | 12     | 389     | 123    |

1. ↑  Apariții în Copa Sudamericana.
2. ↑  Apariții în Primeira Liga of Brazil.
3. ↑  Apariții în Copa Libertadores.
4. ↑  Apariții în Campeonato Carioca.
5. 1 2 3 4 5 6 7  Apariții în UEFA Champions League.
6. ↑  Apariție în FIFA Club World Cup.
7. 1 2 3 4  Apariții în Supercopa de España
8. ↑  Două apariții în Supercopa Espaniei, o apariție în Supercupa UEFA, două apariții și trei goluri în Cupa Mondială a Cluburilor FIFA
9. ↑  Două apariții în Supercopa Spaniei, o apariție în Supercupa UEFA, o apariție și un gol în Cupa Intercontinentală FIFA

## Palmares

### Club
Flamengo
- Campeonato Carioca U-13: 2013 (youth)
- Copa Guri U-14: 2014 (youth)
- Copa Brasil U-15: 2015 (youth)
- Campeonato Carioca U-17: 2016 (youth)
- Campeonato Carioca – Taça Guanabara: 2018

 Real Madrid
- Supercupa Spaniei: 2019-2020; 2021-2022; 2023-2024
- La Liga: 2019-2020; 2021-2022; 2023-2024
- UEFA Champions League: 2021-2022; 2023-2024
- FIFA Club World Cup: 2019; 2023
- Supercupa Europei: 2022-2023; 2024-2025
- Copa del Rey: 2022-2023